# Cơ quan Vận tải Hàng không Liên bang Nga
Cơ quan Vận tải Hàng không Liên bang Nga (tiếng Nga: Федеральное агентство воздушного транспорта - Federalnoye agentstvo vozdushnogo transporta, FAVT), cũng có tên Rosaviatsiya (tiếng Nga: Росавиация), hay FATA, à cơ quan chính phủ Nga chịu trách nhiệm giám sát ngành hàng không dân dụng ở Nga. Trụ sở chính của nó ở Moscow.
Cơ quan này cũng có tên là Cục Hàng không Dân dụng Liên bang Nga.
Cơ quan Vận tải Hàng không Liên bang thường xuyên làm việc cùng với Ủy ban Hàng không Liên bang trong các cuộc điều tra về tai nạn và sự cố hàng không. Cơ quan tương đương ở Hoa Kỳ là Cục Hàng không Liên bang.